# Red Wing
Red Wing, pseudonimo di Lilian Margaret St. Cyr (Winnebago Reservation, 13 febbraio 1873 – New York, 1º novembre 1974), è stata un'attrice statunitense, moglie dell'attore James Young Deer e protagonista del cinema muto.
Prima attrice nativa americana del cinema statunitense, apparve nel 1914 nel film The Squaw Man e in altri numerosi film tra il 1908 e il 1921.

## Filmografia
- The White Squaw - cortometraggio (1908)
- The Falling Arrow, regia di James Young Deer - cortometraggio (1909)
- A Cowboy's Narrow Escape, regia di Fred J. Balshofer - cortometraggio (1909)
- The True Heart of an Indian, regia di Fred J. Balshofer e Charles Inslee - cortometraggio (1909)
- The Mended Lute, regia di D.W. Griffith - cortometraggio (1909)
- A Squaw's Sacrifice, regia di Fred J. Balshofer - cortometraggio (1909)
- Dove Eye's Gratitude, regia di Fred J. Balshofer - cortometraggio (1909)
- For Her Sake; or, Two Sailors and a Girl, regia di James Young Deer - cortometraggio (1909)
- Red Wing's Gratitude, regia di James Young Deer - cortometraggio (1909)
- Iona, the White Squaw, regia di Fred J. Balshofer - cortometraggio (1909)
- An Indian's Bride, regia di Fred J. Balshofer - cortometraggio (1909)
- The Love of a Savage, regia di Fred J. Balshofer - cortometraggio (1909)
- Red Girl's Romance, regia di Fred J. Balshofer - cortometraggio (1910)
- The Mexican's Jealousy, regia di Fred J. Balshofer - cortometraggio (1910)
- The Cowboy and the Schoolmarm, regia di Fred J. Balshofer - cortometraggio (1910)
- The Indian and the Cowgirl, regia di Fred J. Balshofer - cortometraggio (1910)
- Red Wing's Loyalty, regia di Fred J. Balshofer - cortometraggio (1910)
- Red Wing's Constancy, regia di Fred J. Balshofer - cortometraggio (1910)
- The Adventures of a Cowpuncher, regia di Fred J. Balshofer - cortometraggio (1910)
- Love and Money, regia di Fred J. Balshofer - cortometraggio (1910)
- The Girl from Arizona, regia di Joseph A. Golden e Theodore Wharton - cortometraggio (1910)
- White Fawn's Devotion: A Play Acted by a Tribe of Red Indians in America, regia di James Young Deer - cortometraggio (1910)
- Red Fern and the Kid, regia di Fred J. Balshofer - cortometraggio (1910)
- The Red Girl and the Child, regia di James Young Deer - cortometraggio (1910)
- For the Love of Red Wing, regia di Fred J. Balshofer - cortometraggio (1910)
- A Red Girl's Friendship, regia di Fred J. Balshofer - cortometraggio (1910)
- Red Wing and the White Girl, regia di Fred J. Balshofer - cortometraggio (1910)
- The Flight of Red Wing, regia di Fred J. Balshofer - cortometraggio (1910)
- An Indian Maiden's Choice, regia di Fred J. Balshofer - cortometraggio (1910)
- A Sioux's Reward - cortometraggio (1910)
- An Indian's Elopement, regia di Fred J. Balshofer - cortometraggio (1910)
- The Savage Girl's Devotion, regia di Fred J. Balshofer - cortometraggio (1911)
- Red Deer's Devotion, regia di James Young Deer - cortometraggio (1911)
- The Cheyenne's Bride - cortometraggio (1911)
- Little Dove's Romance, regia di Fred J. Balshofer - cortometraggio (1911)
- Lone Star's Return, regia di Fred J. Balshofer - cortometraggio (1911)
- An Up-to-Date Squaw, regia di George LeSoir - cortometraggio (1911)
- Starlight's Necklace, regia di James Young Deer - cortometraggio (1911)
- A Sioux Lover's Strategy, regia di James Young Deer - cortometraggio (1911)
- A Western Postmistress - cortometraggio (1911)
- As Told by Princess Bess, regia di Frank E. Montgomery - cortometraggio (1912)
- A Victim of Fire Water - cortometraggio (1912)
- A Redskin's Appeal, regia di Buck Connors (come George Connor) - cortometraggio (1912)
- The Squaw Man's Sweetheart, regia di James Young Deer - cortometraggio (1912)
- The Wooing of White Fawn, regia di Buck Connors (come George Connor) - cortometraggio (1912)
- The Unwilling Bride, regia di James Young Deer - cortometraggio (1912)
- Silver Wing's Two Suitors, regia di James Young Deer - cortometraggio (1912)
- The Penalty Paid, regia di James Young Deer - cortometraggio (1912)
- Silver Moon's Rescue, regia di James Young Deer - cortometraggio (1912)
- The Horse Thieves - cortometraggio (1912)
- The Frame-Up - cortometraggio (1913)
- The Unfilled Oath - cortometraggio (1913)
- The Bear Hunter - cortometraggio (1913)
- The Pioneer's Recompense - cortometraggio (1913)
- General Scott's Protégé - cortometraggio (1913)
- The Struggle, regia di Jack Conway e Frank E. Montgomery - cortometraggio (1913)
- An Indian's Honor, regia di Jack Conway e Frank Montgomery  - cortometraggio (1913)
- The Prairie Trail, regia di Henry MacRae - cortometraggio (1913)
- A Break for Freedom, regia di Fred E. Wright - cortometraggio (1913)
- An Indian Don Juan, regia di Fred E. Wright - cortometraggio (1913)
- By the Two Oak Trees - cortometraggio (1913)
- Down Lone Gap Way, regia di Fred E. Wright - cortometraggio (1914)
- The Squaw Man, regia di Cecil B. DeMille e Oscar Apfel (1914)
- Il cacciatore di bisonti (In the Days of the Thundering Herd), regia di Colin Campbell e Francis J. Grandon - mediometraggio (1914)
- Fighting Bob, regia di John W. Noble (1915)
- Ramona, regia di Donald Crisp (1916)
- White Oak, regia di Lambert Hillyer (1921)